# Fundacja Demos
Fundacja Demos (gr. δήμος – demos) – polska organizacja non-profit ustanowiona 27 maja 2002 pod nazwą Fundacja Rozwoju Społecznego przez Andrzeja Augustyńskiego (Polska), Josepha Carabott (Malta), Edmunda Gutowskiego (USA) w celu m.in. wspierania działalności wychowawczej i charytatywnej, poprawy stanu środowiska naturalnego i estetyki otoczenia oraz integracji społecznej i aktywizacji partycypacyjnej.

## Historia
3 lipca 2002 fundacja uzyskała wpis do Krajowego Rejestru Sądowego pod numerem 0000121390, z siedzibą w Odporyszowie, ul. Jana Pawła II 102, biurem Zarządu w Krakowie, ul. Długa 42. Korekty nazwy dokonano w następstwie partnerstwa z europejskim projektem Demos, którego celem było doskonalenie praktyk, służących włączaniu obywateli w procesy decyzyjne samorządów.
Od chwili powstania fundacja skupia się na tworzeniu infrastruktury na cele społeczne, ochronie przyrody i klimatu, usuwaniu „białych plam” w historii Polski. Fundacja zawarła porozumienie o współpracy ze Stowarzyszeniem Siemacha. Prowadzenie działalności statutowej wymaga wydatkowania ok. jednego miliona zł. rocznie.

## Działalność

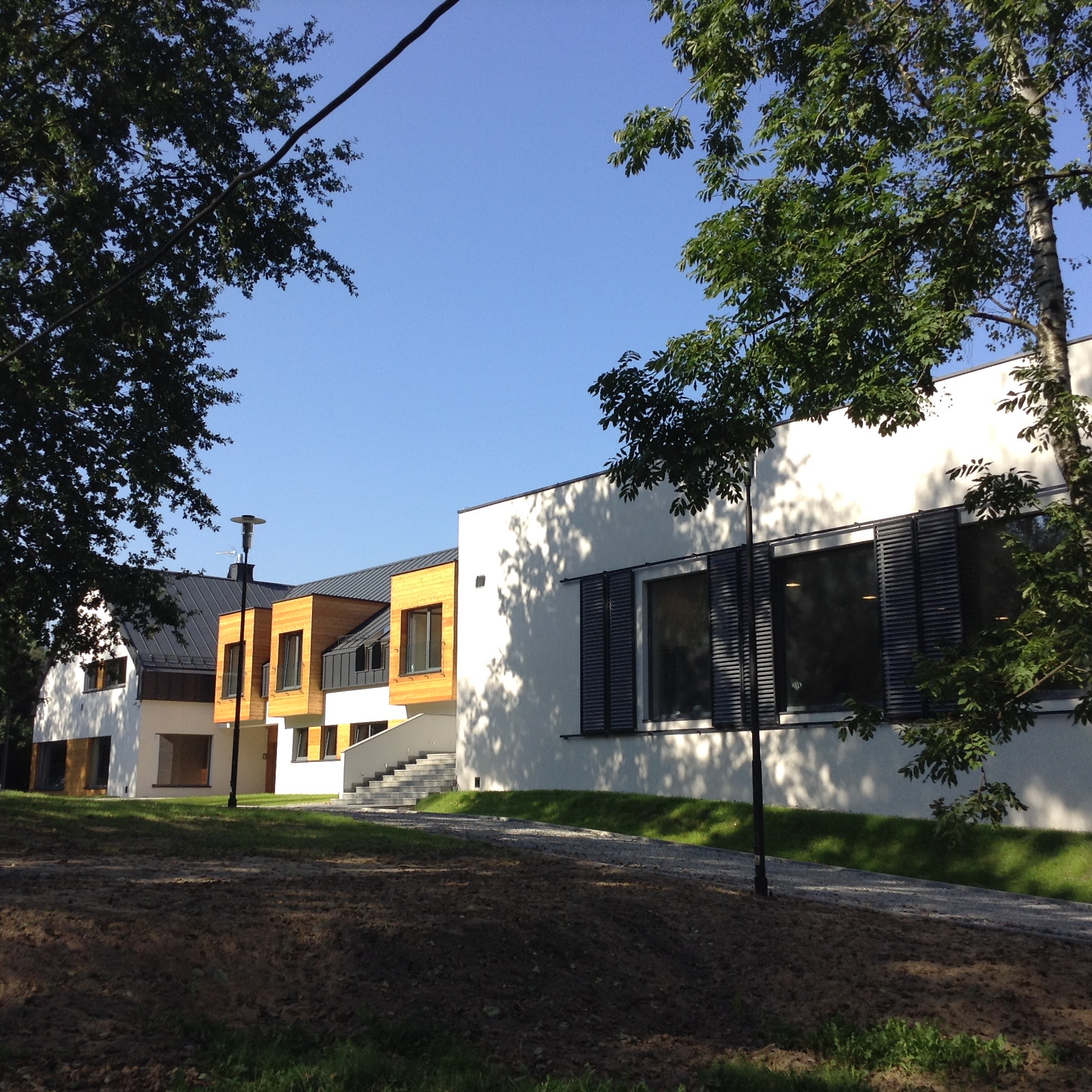
Dom dziecka, placówka dzienna, centrum sportowe w Odporyszowie

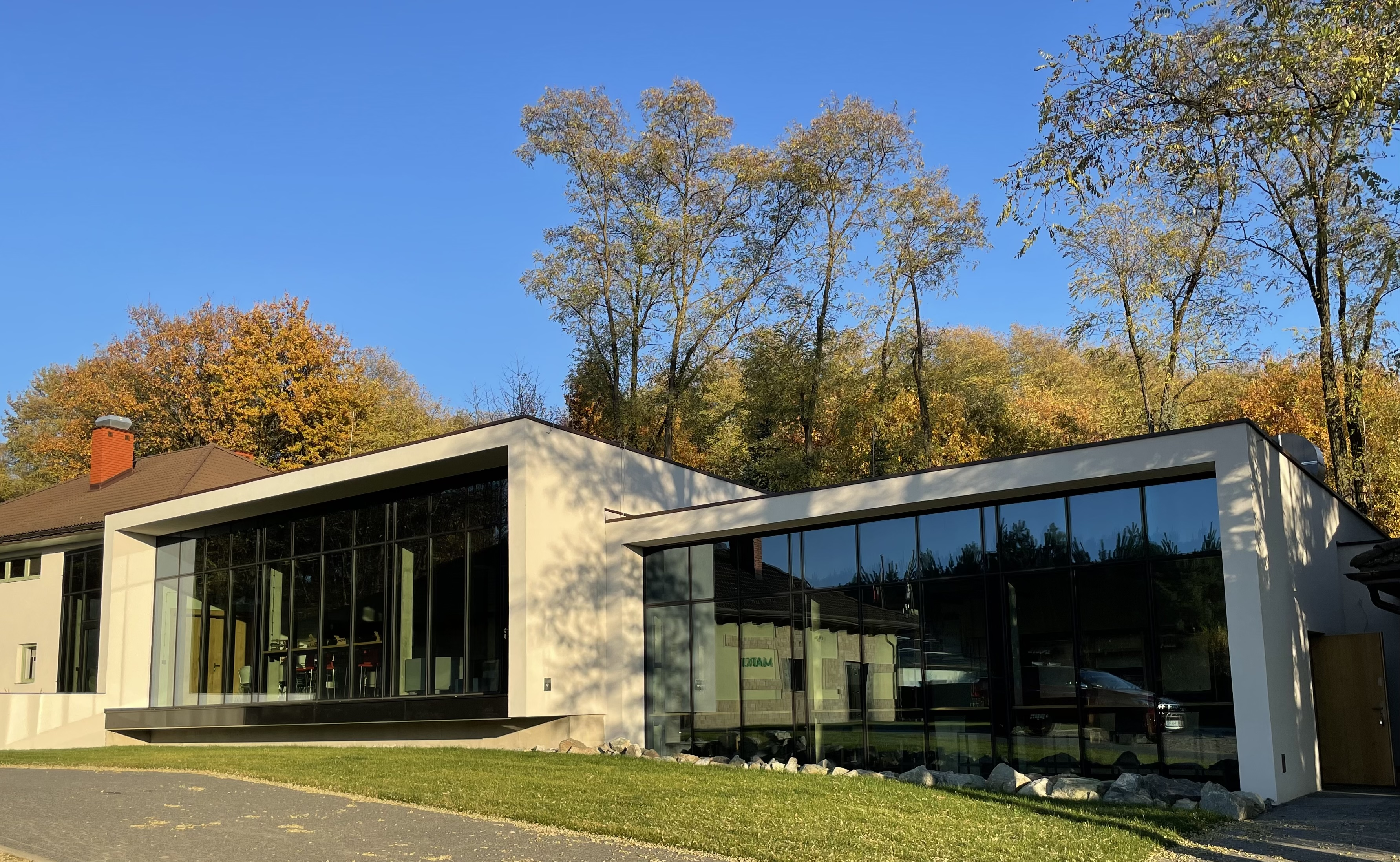
Nowoczesna jadalnia i sala kinowa w kompleksie Fundacji DEMOS w Odporyszowie

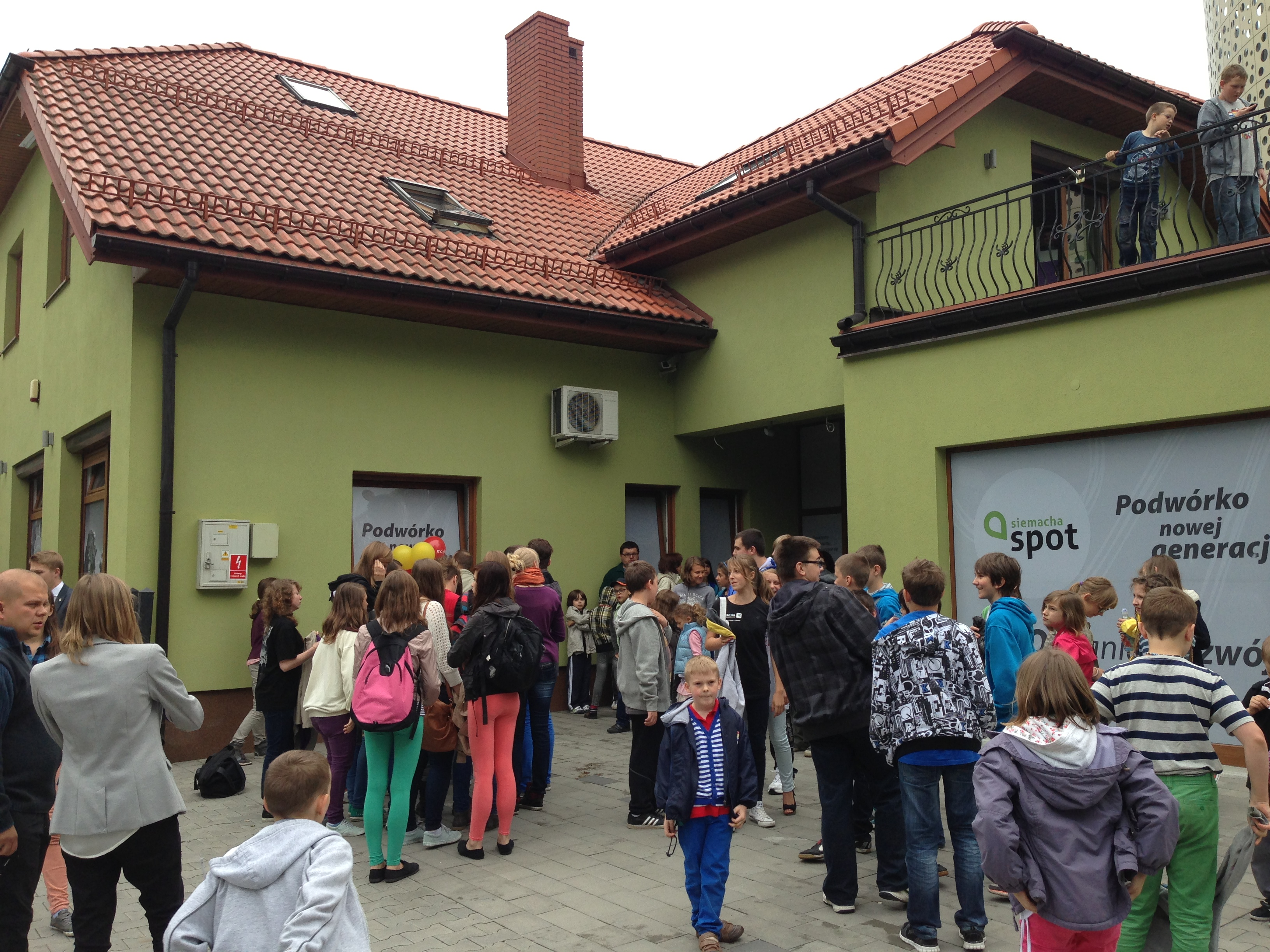
Budynek Fundacji DEMOS w Kielach, ul. Radiowa 12

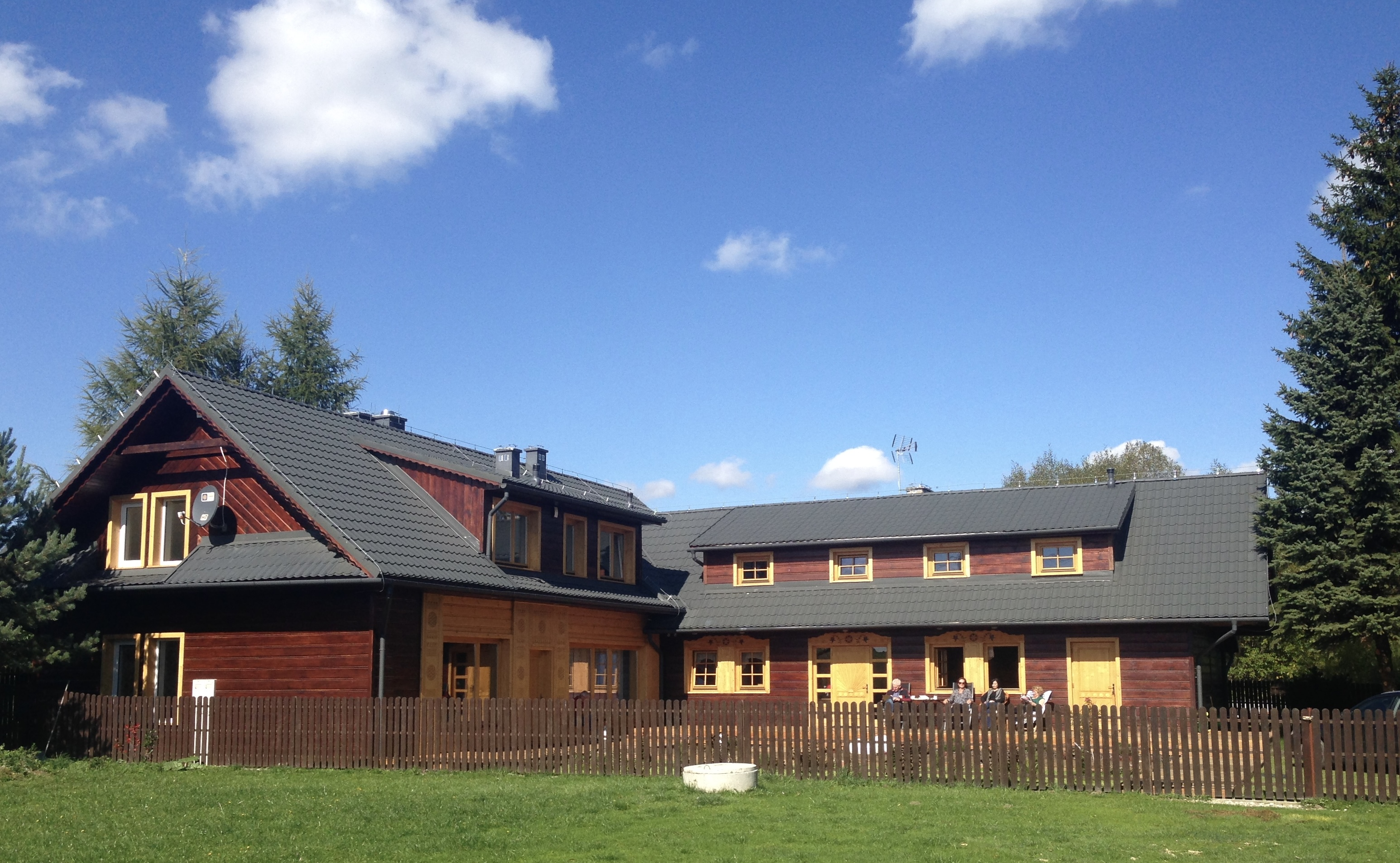
Ośrodek wypoczynkowy Fundacji DEMOS w Zubrzycy Dln. na Orawie

W 2002 powstał pierwszy budynek, w kolejnych latach fundacja powiększała zasięg i skalę działania, znacznie rozbudowując ośrodek w Odporyszowie oraz pozyskując w drodze zakupu i darowizny obiekty w Tarnowie, Kielcach i Zubrzycy Dolnej z przeznaczeniem na placówki dla dzieci prowadzone przez Stowarzyszenie Siemacha. 4 marca 2022 na terenie ośrodka w Odporyszowie zamieszkała 9-osobowa grupa sierot z Chersonia z opiekunem, która znalazła się w Polsce w następstwie rosyjskiej inwazji na Ukrainę.
Fundacja zajmuje się także popularyzacją wiedzy o tematyce obywatelskiej oraz działa na rzecz społecznej aktywizacji młodzieży. Ponadto utrwala pamięć o liderach społecznych, innowatorach, twórcach kultury.  Są to w szczególności: Jan Wnęk, Zygmunt Augustyński, ks. Stanisław Morgenstern.

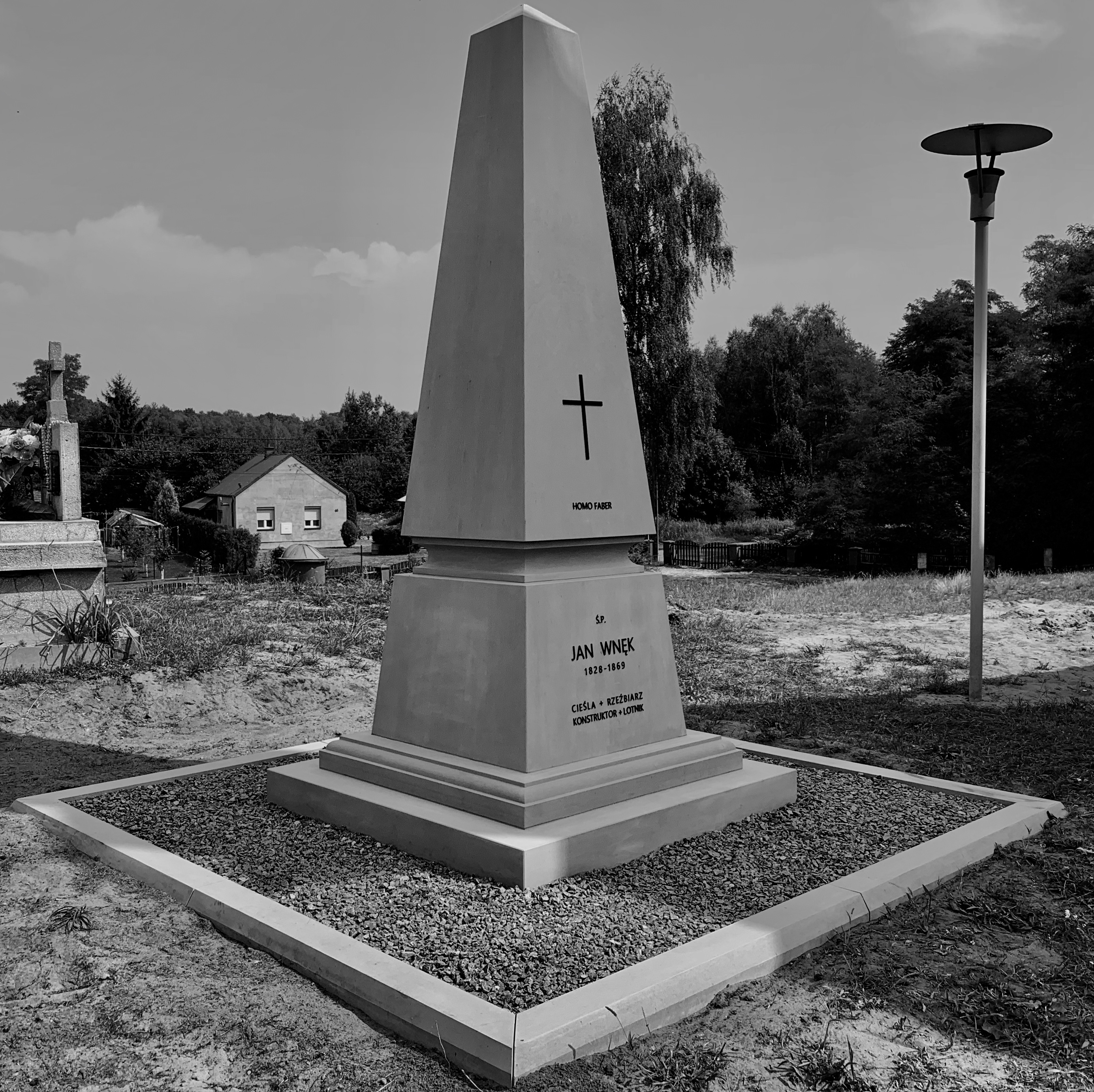
Epitafium Jana Wnęka na cmentarzu parafialnym w Odporyszowie

Do najważniejszych partnerów fundacji należą: Grupa Oknoplast, Budimex SA, Fundacja PKO Bank Polski, Fundacja Tauron, Philip Morris Polska, Alsal, FCA, PVGE, Toyota Kobos, Carrefour Polska, Signify, Fundacja Lotto.

## Nagrody i wyróżnienia
- Eko Hero Małopolski 2021[19]
- Kryształy Soli (wyróżnienie), Kraków 2007[20]

## Publikacje
- „Droga żelazna”, Odporyszów 2019 (ISBN 978-83-928122-6-5)
- „Coca kocha Colę”, Kraków 2010[21][22]
- „Com-Com Pendium”, Kraków 2010[23]
- „Dziennikarstwo i Polityka”, Kraków, 2009[24][25]
- „Jan Wnęk. Między niebem, a ziemią”, Kraków 2008[26]